# Affiliated Managers Group
Affiliated Managers Group, Inc., (NYSE: AMG), är ett amerikanskt kapitalförvaltningsbolag som förvaltar, per 29 april 2014, $594 miljarder via mer än 400 investeringsprodukter i investeringar i andra aktiefonder, investment– och riskkapitalbolag.